# Поморська торгівля

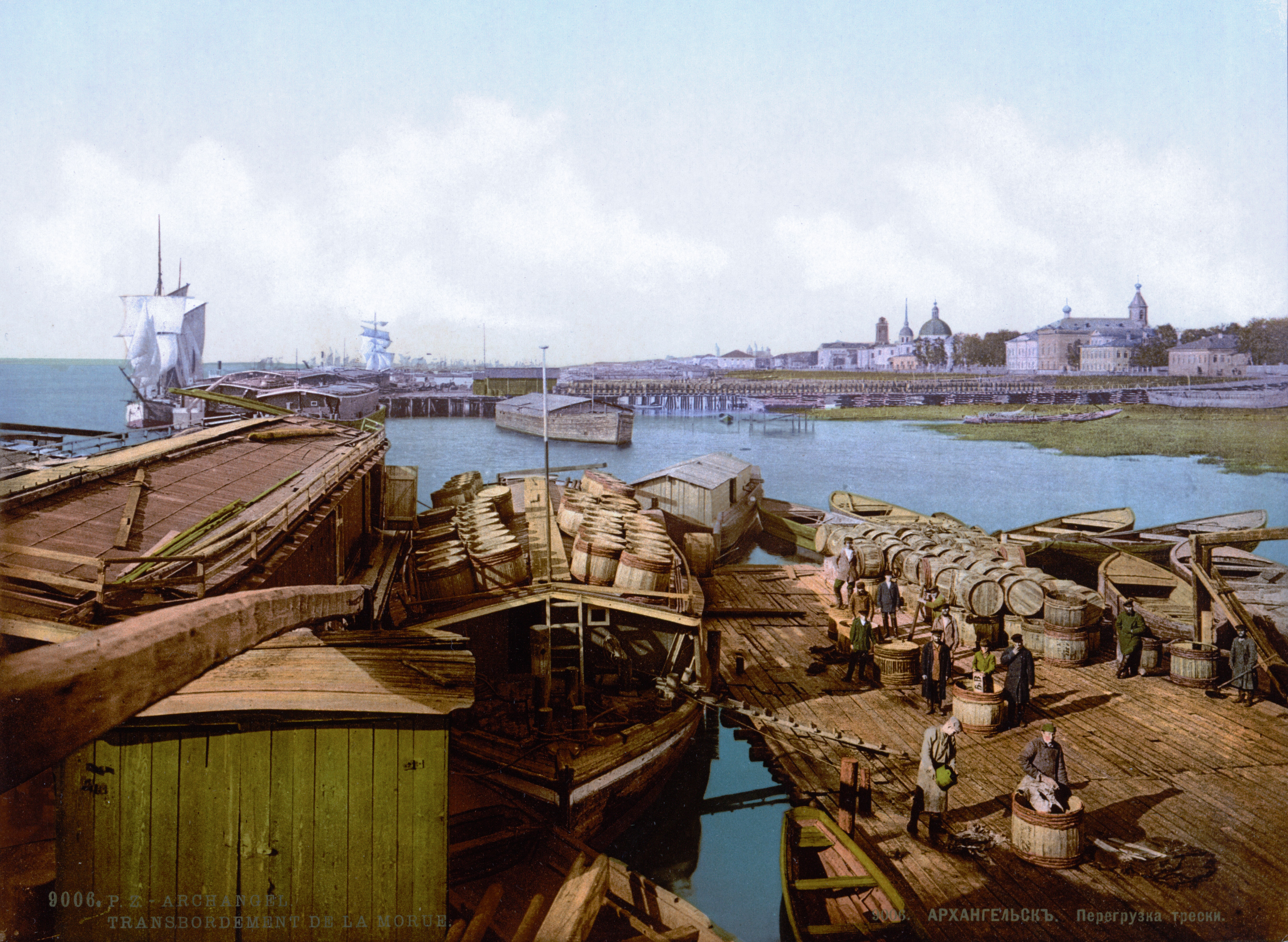
Порт в Архангельську 1896 року, на піку поморської торгівлі.

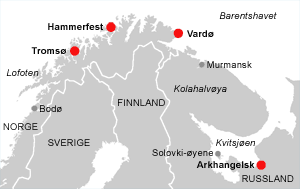
Карта з основними містами поморської торгівлі

Поморська торгівля (норв. Pomorhandel) — торгівля між поморами і людьми, що жили по узбережжю Північної Норвегії. Торгівля почалася близько 1740 року і тривала до революції 1917 року.
Поморська торгівля почалася з обмінної торгівлі, помори пропонували хліб з Росії, норвежці — рибу з Північної Норвегії. Згодом вона перетворилася на звичайну торгівлю з використанням грошей, рубль використовувався як основна валюта в декількох містах Північної Норвегії. Поморська торгівля мала важливе значення як для росіян, так і для норвежців. Помори прямували торгувати з берегів Білого моря і Кольського півострова і добиралися до портів Північної Норвегії. Помори були майстерними продавцями і моряками, вони також вивчали території, прилеглі до Білого моря. Крім торгівлі з Заходом, вони створили торговий шлях на схід, через Уральські гори в Північний Сибір.

## Ранній етап торгівлі
Торгівля між росіянами і норвежцями має довгу історію, перші торгові контакти почалися ще в епоху вікінгів. Росіяни, переважно через Новгород, торгували із саамами Північної Норвегії від Середньовіччя аж до початку XVII століття. На початку літа виловлену взимку і навесні в Північній Норвегії рибу закуповували і відправляли на південь до торговців у Тронгейм і Берген. Попит на рибу в Росії був дуже високий, оскільки в російській православній церкві дотримувалися пісних днів, коли дозволялося споживати тільки рибу та продукти рослинного походження. Рибу відправляли в Архангельськ, у якому також відвантажували зерно для відправлення до Норвегії. Крім Архангельська поморську торгівлю здійснювали суднами з інших портів уздовж Білого моря, таких як Кем і Онега, а також з дрібніших поселень, таких як Сума, Золотиця, Мудюнга, Сарока і Шуя .
Від 1740 поморська торгівля все більше поширюється в Північній Норвегії, приблизно від 1770 помори регулярно постачали дешеве житнє борошно (відоме в Норвегії як «російське борошно»), а також пшеничного борошна. Зерно вирощувалося в Приволжі і доставлялося до торговців на Біле море. В історії Північної Норвегії були періоди, коли поморська торгівля була необхідна для виживання. Наприклад у XVIII столітті в Норвегії сталося кілька неврожаїв, ціна на жито в Бергені за 30 років зросла в п'ять разів. Таким чином, поморська торгівля виявилася важливим джерелом продуктів харчування, рибалки могли купити дешеве зерно і борошно, і продати улов за хорошу ціну. Існувала можливість торгуватися, не було посередників, податків або митних зборів. Крім борошна помори привозили інші продукти харчування, такі як овес, сіль, горох, м'ясо і молочні продукти. Також у Норвегію везли залізо, деревину, смоли, бересту, свічки, каструлі, пеньку, мотузки і полотно. Також помори привозили деякі предмети розкоші, такі як цукерки, мило, порцеляна і різьблення по дереву. До Росії везли рибу різних сортів, переважно минтай, а також тріску, палтус і пікшу.

## Регулювання торгівлі

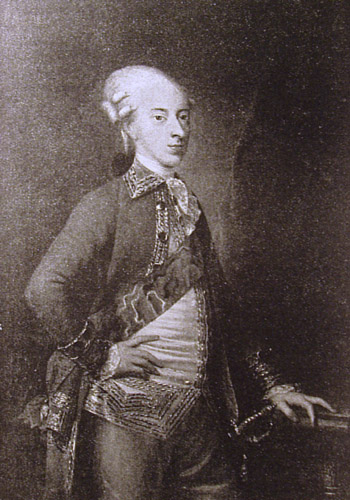
Король Кристіан VII (1749—1808) дав Вардьо, Гаммерфесту і Тромсе статус привілейованих для поморської торгівлі міст.

Норвезький конунг Гокон V заборонив торгувати іноземцям на півночі Норвегії ще 1316 року. До реформи 1537 року товарообіг між Північною Норвегією і Ганзою в Бергені контролював архієпископ Тронгейма. У середині XVI століття торгові привілеї передано Бергену і Тронгейму, надаючи їм монополію на зовнішню торгівлю. Існують повідомлення про незаконну торгівлю поморів у Північній Норвегії від кінця XVII століття. Норвежців, які торгували з росіянами, могли покарати. Торгову монополію скасовано 1715 році . Пізніше у XVIII столітті, торгівлю переведено під контроль короля в торгові доми Копенгагена. 1783 році уряд у Копенгагені вирішив, що слід організувати поморську торгівлю з торговцями в губернії Фіннмарк, а також, що Північна Норвегія має забезпечуватися зерном та іншими товарами з Росії, а не з Данії.
1789 року остаточно усунено торгову монополію і введено вільну торгівлю. Вардьо і Гаммерфест у губернії Фіннмарк отримали статус міста, місцеві купці отримали торгові привілеї. Вардьо став головним центром поморської торгівлі в Норвегії. Гавані Вардьо приймали по 100 російських кораблів одночасно. Тут було російське консульство. Тромсе отримав статус міста і торгові привілеї 1794 році, він отримав монополію на торгівлю з поморами в Трумсі. На початку XIX століття, поморську торгівлю дозволили й південніше від Лофотенських островів. Пряма торгівля з рибалками була незаконною, поморську торгівлю дозволяли лише торговцям.
За часів наполеонівських воєн на початку XIX століття, Велика Британія ввела ембарго на торгівлю з Данією і Норвегією. У цей період поморська торгівля була важливою для Північної Норвегії. Через наближення голоду 1809 року вийшов указ про легалізацію прямої торгівлі між рибалками і поморами під час війни. Велика Британія захопила кілька російських суден, тому багато суден не пливли далі Східного Фіннмарку. Велика Британія в 1809—1812 роках установила блокаду вздовж узбережжя Норвегії зокрема й для того, щоб зупинити поморську торгівлю і порушити постачання товарів з Архангельська. Біле море закрили, доволі мало російських суден змогли проплисти в Норвегію.

## Золота доба і припинення торгівлі

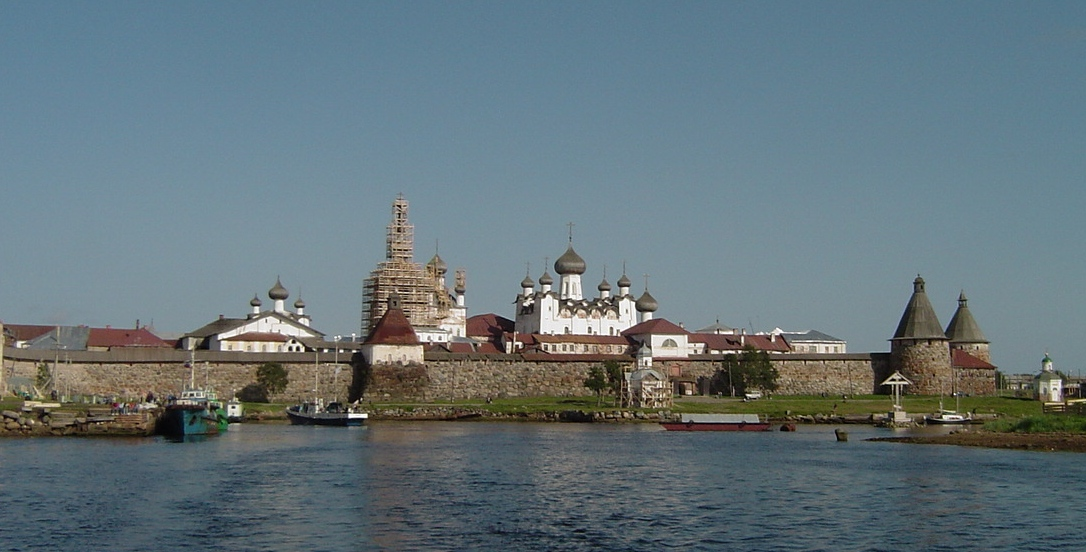
Соловецький монастир

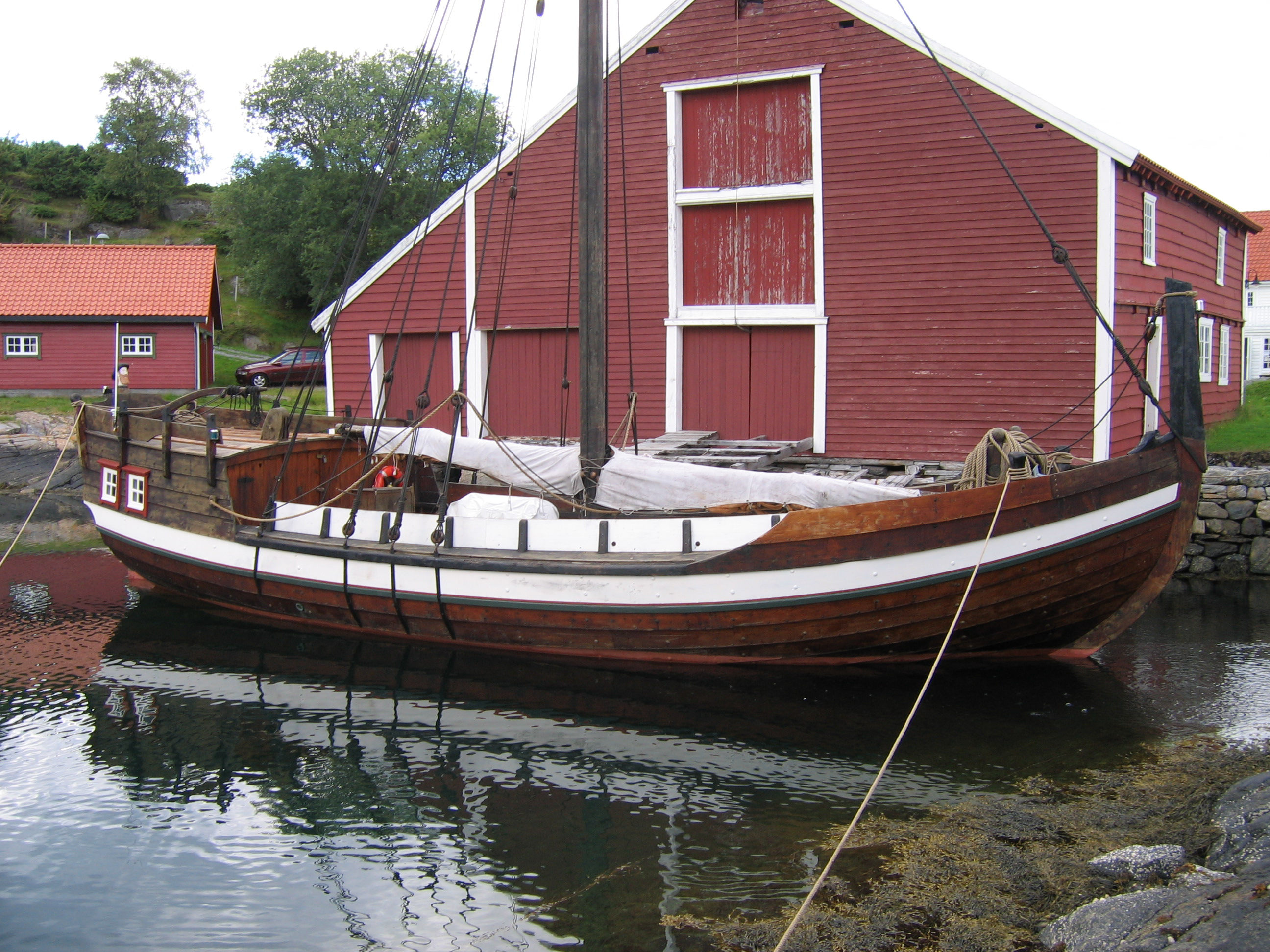
Норвезький єкт

Пізніше, в XIX столітті, Північна Норвегія пережила економічний підйом, покращилася комунікація з півднем, потреба Північної Норвегії в імпорті зерна скоротилася. Проте, поморська торгівля зросла, вона досягла свого розквіту в останні роки дев'ятнадцятого століття. Торгові пільги скасовано 1870 році і термін торгівлі продовжено. 1874 року торгівля проходила між 15 червня і 30 вересня, коли Біле море вільне від криги. Важливою причиною зростання торгівлі стала легалізація торгівлі безпосередньо з рибалками. Кількість торгових місць також збільшили.
У цей період помори модернізували свої судна. Лодії перестали будувати в XVIII столітті, замість них стали використовуватися шхуни, єкти і галеаси. Соловецький монастир на Соловецьких островах у Білому морі був релігійним центром поморів. Монастир мав велике господарство навколо Білого моря, серед напрямків його діяльності були будівництво суден, солеваріння і рибальство. Він мав кілька пароплавів, які брали участь у поморській торгівлі на початку XX століття.
1870 році Тромсе відвідали 400 російських суден. Як правило, щороку Північну Норвегію відвідували більше 300 поморських судів з екіпажем загалом близько 2000 осіб. 1900 році Росія була четвертим за важливістю для Норвегії торговим партнером, головним товаром і тоді залишалося житнє борошно. Після 1910 року борошна продавалося менше, помори платили за рибу гроші. Під час Першої світової війни Росія змінила правила експорту, страх німецьких підводних атак обмежував обсяги поморської торгівлі.
Після революції 1917 року поморську торгівлю припинено. Це негативно вплинуло на економіку Північної Норвегії, особливо для поселень уздовж узбережжя, які існували лише для цієї торгівлі. Рибалки вже не мали можливості продавати виловлене. Проте, час від часу в Норвегію приходили судна, навіть після офіційного припинення торгівлі. Останнє поморське судно прийшло в Норвегію 1929 року.

## Значення торгівлі

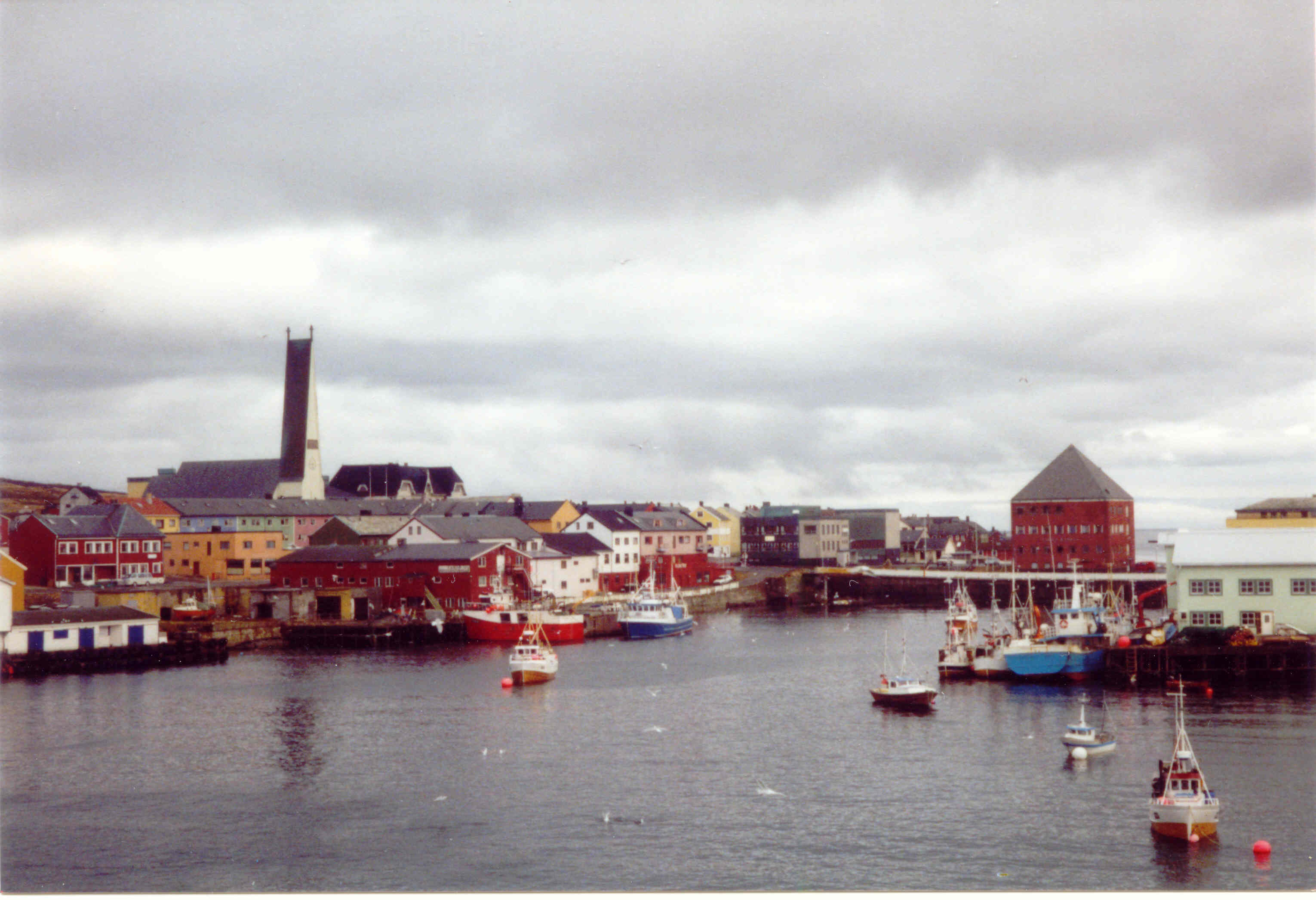
Вардьо — «поморська столиця» Норвегії

Починаючи від 1830-х років почала формуватися особлива російсько-норвезька мова русенорськ або «Моя-по-твоя». Норвежці вважали, що вони розмовляли російською, помори вважали, що розмовляли норвезькою. Коли норвезькі купці почали відправляти своїх дітей н навчання в Архангельськ, русенорськ дещо втратив свої позиції.
Багато з великих центрів торгівлі на узбережжі й у фіордах Північної Норвегії, які виникли в XIX столітті ґрунтувалися саме на поморській торгівлі. Торгівля впливала й на інші відносини, наприклад, 1875 року почалися регулярні рейси пароплавів з Архангельська у Вардьо. Це поклало початок туризму і сезонним роботам росіян у губернії Фіннмарк. Народ Північної Норвегії познайомився з деякими елементами російської культури: чай із самовара, спів, барвистий одяг росіянок і гостинність поморських кораблів. Часто судна прибували в одне й те саме місце рік за роком і норвежці впізнавали капітана й членів екіпажу.